# Prebersattel
Der Prebersattel ist ein 1527 m ü. A. hoher Pass in der Nähe der Grenze zwischen Salzburg und der Steiermark.

## Lage
Der Pass verbindet den Bezirk Tamsweg (Lungau) mit dem Krakautal und ist Bestandteil  der Norischen Senke. Westlich der unscheinbaren Passhöhe befindet sich der inmitten eines Landschaftsschutzgebietes gelegene Prebersee.

## Benennung
Auf der amtlichen Karte ist für diesen Pass kein Name ausgewiesen, womit der Pass offiziell als nicht benannt gilt.

## Erschließung
Die Prebersee Landesstraße (L262) endet, von Tamsweg kommend, am Beginn des Landschaftsschutzgebiet Prebersee. Auf steirischer Seite führt die Preberstraße (L521) von Krakautal nur bis zur Landesgrenze, sodass der Abschnitt innerhalb des Landschaftsschutzgebietes formal weder Landes- noch Gemeindestraße ist. Durch die touristische Erschließung ab den 1970ern mit einem umfangreichen Angebot im Sommer und im Winter wurde die Straße aber durchgehend asphaltiert.